# Віа Казіліна
Віа Казіліна (лат. Via Casilina) — римська дорога в Лації, що зв'язувала Латинську дорогу та Віа Лабікана. Дорога йшла з Риму до Казілінуму (лат. Casilinum) — річковий порт в Капуї.